# بلدة راي (ميشيغان)
راي (بالإنجليزية: Ray Township, Michigan)‏ هي بلدة تقع بولاية ميشيغان في الولايات المتحدة. تبلغ مساحتها 95.4 (كم²)، وترتفع عن سطح البحر 198 م، بلغ عدد سكانها 3740 نسمة في عام تعداد الولايات المتحدة 2000 حسب إحصاء مكتب تعداد الولايات المتحدة وتصل الكثافة السكانية فيها 39.2 نسمة/كم2.

## وصلات خارجية
- raytwp.org
- The US50 - Cities and Towns in Michigan State
- Michigan Cities and Towns, Facts, Map, Flag, Colleges, Government, and More